# Asplenium lolegnamense
Asplenium lolegnamense — вид трав'янистих рослин з родини аспленієві (Aspleniaceae), ендемік Мадейри.

## Поширення
Ендемік Мадейри (о.Мадейра).
Населяє загниваючі плаункові (Selaginella) й мохові місця на вулканічних скелястих основах, на узбіччі, садових стінах і в деяких берегах річки.

## Загрози та охорона
В результаті розвитку інфраструктури постійно зменшується якість середовища проживання. Виду загрожує міський розвиток. 
Asplenium lolegnamense трапляється рідко в районах, розташованих навколо найбільшого міста Мадейри, де він знаходиться на придорожніх стінах. Половина популяції потрапляє в природний заповідник. Бажано захистити залишкові місця проживання. Необхідно провести дослідження загроз для цього виду.